# Saraz
Saraz är en kommun i departementet Doubs i regionen Bourgogne-Franche-Comté i östra Frankrike. Kommunen ligger i kantonen Amancey som tillhör arrondissementet Besançon. År 2022 hade Saraz 20 invånare.

## Befolkningsutveckling
Antalet invånare i kommunen Saraz
Referens:INSEE